# José Antonio Kast

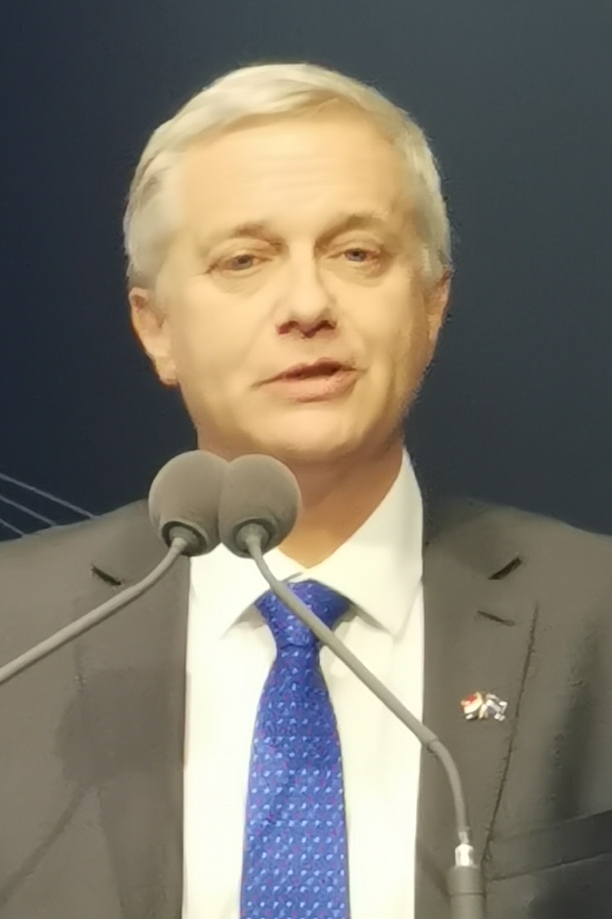
José Antonio Kast (2024)

José Antonio Kast Rist (* 18. Januar 1966 in Santiago de Chile) ist ein chilenischer Jurist und Politiker. Er gründete 2019 die Republikanische Partei Chiles und wird als ultrakonservativ, rechtspopulistisch, rechtskonservativ, rechtsextrem, und neofaschistisch sowie als „rechter Konterrevolutionär“ beschrieben. Er ist derzeit Präsidentschaftskandidat für das Jahr 2025.
Kast war Mitglied der Abgeordnetenkammer und repräsentierte den Distrikt 24 von Peñalolén und La Reina. Er war bis 2016 Mitglied der Unión Demócrata Independiente und danach bis 2019 parteilos. Er kandidierte ohne Erfolg zur Präsidentschaftswahl in Chile 2017.
Kast kandidierte auch bei der Präsidentschaftswahl in Chile 2021, unterlag jedoch in der Stichwahl gegen Gabriel Boric.

## Herkunft und Ausbildung

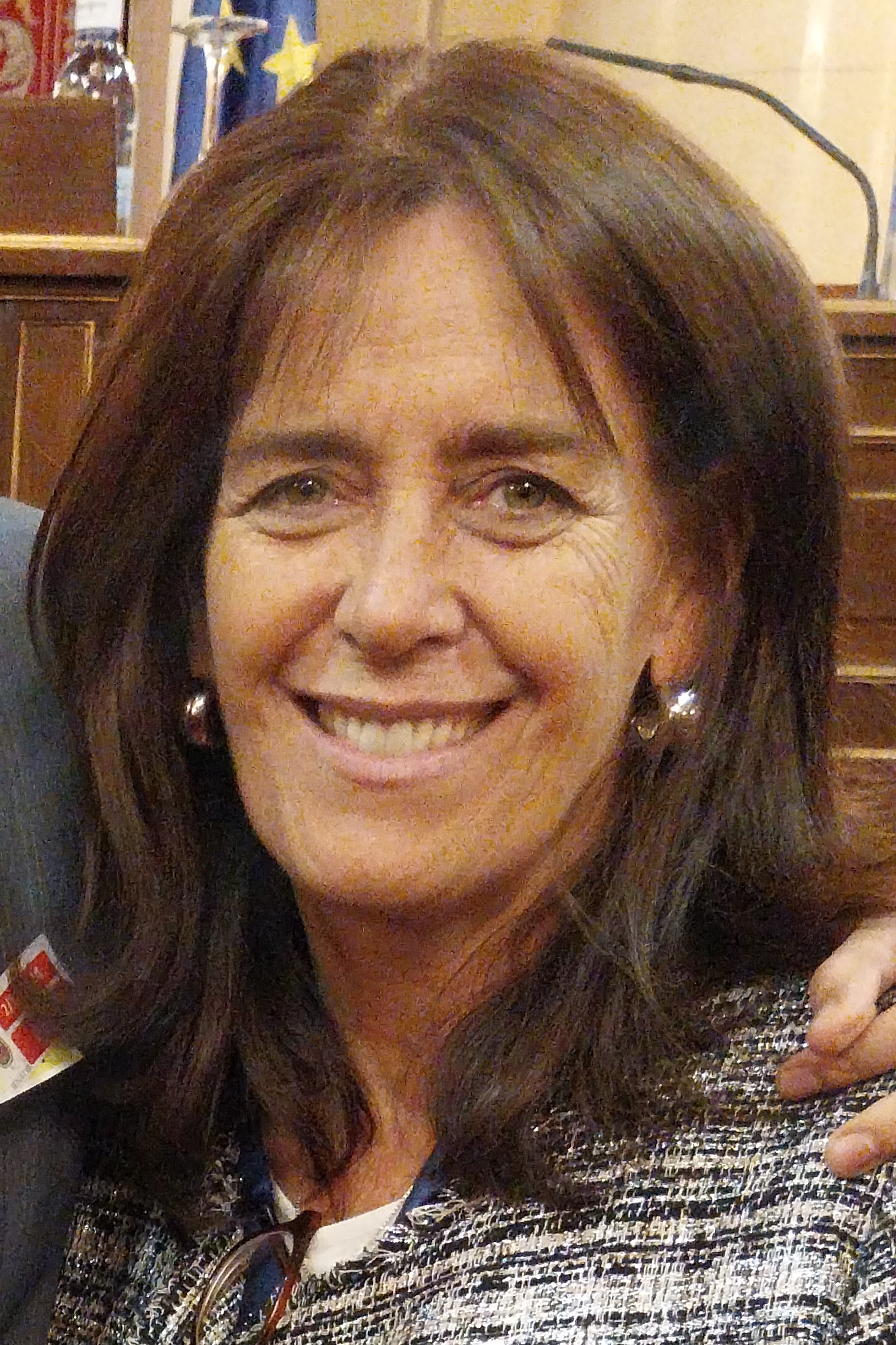
María Pía Adriasola, Kasts Ehefrau.

Kast wurde als Sohn des Wehrmachtsoffiziers Michael Kast Schindele und Olga Rist Hagspiel geboren. Seine Eltern emigierten nach dem Zweiten Weltkrieg aus Bayern nach Chile und gründeten dort in den 1950er Jahren eine Cecina-Fabrik und ein Restaurant. Sie hatten neun Kinder. José Antonio Kast ist ein Bruder des Wirtschaftswissenschaflers Miguel Kast (1948–1983) sowie der Onkel des Senators der Evópoli, Felipe Kast und des Architekten und Politikers Pablo Kast.
Kast besuchte eine deutsche Schule in Santiago de Chile und studierte Rechtswissenschaften an der Katholischen Universität von Chile, wo er erste Kontakte mit dem Movimiento Gremialista (Gildenbewegung) aufnahm. Er kandidierte für die Präsidentschaft der Studentenvereinigung (FEUC).

## Persönliches
Kast ist mit María Pía Adriasola verheiratet und hat neun Kinder. Er ist Katholik und rechnet sich der Schönstattbewegung zu.

## Politische Karriere
Zwischen 1996 und 2000 war er Stadtrat von Buin. Im Jahr 2001 wurde er als Mitglied der Abgeordnetenkammer für den Bezirk 30 von San Bernardo gewählt. Er war der Generalsekretär der Unabhängigen Demokratischen Union, aus der er austrat, um für die Präsidentschaft zu kandidieren.

### Präsidentschaftswahlkampf 2017

Das Logo der Kampagne 2017 von José Antonio Kast

Am 18. August 2017 meldete er offiziell seine unabhängige Kandidatur beim Wahldienst an; er erhielt 43.461 Unterschriften. Er wurde unter anderem von rechten, konservativen, libertären, nationalistischen, pinochettischen Organisationen und von Veteranengruppen unterstützt. Kast trat unter anderem für weniger Steuern, weniger Regierung, gegen Abtreibungen und gegen die Einwanderung Vorbestrafter ein. Seine Unterstützung der Militärregierung führte während seines Wahlkampfes zu Kontroversen, insbesondere was seinen Vorschlag betrifft, für Menschenrechtsverletzungen unter Pinochets Regierung Verurteilte zu begnadigen, wenn diese alt und krank sind. Bei den Präsidentschaftswahlen erhielt er 523.213 Stimmen, was 7,93 % der Gesamtstimmen und den vierten Platz ausmachte, obwohl Umfragen nur eine Unterstützung von 2–3 % gezeigt hatten. In der zweiten Runde der Wahl unterstützte er den späteren Wahlsieger Sebastián Piñera.

### Gründung von politischen Bewegungen, der Republikanischen Partei Chiles und Teilnahme an Verfassungsabstimmungen (2018–2022)

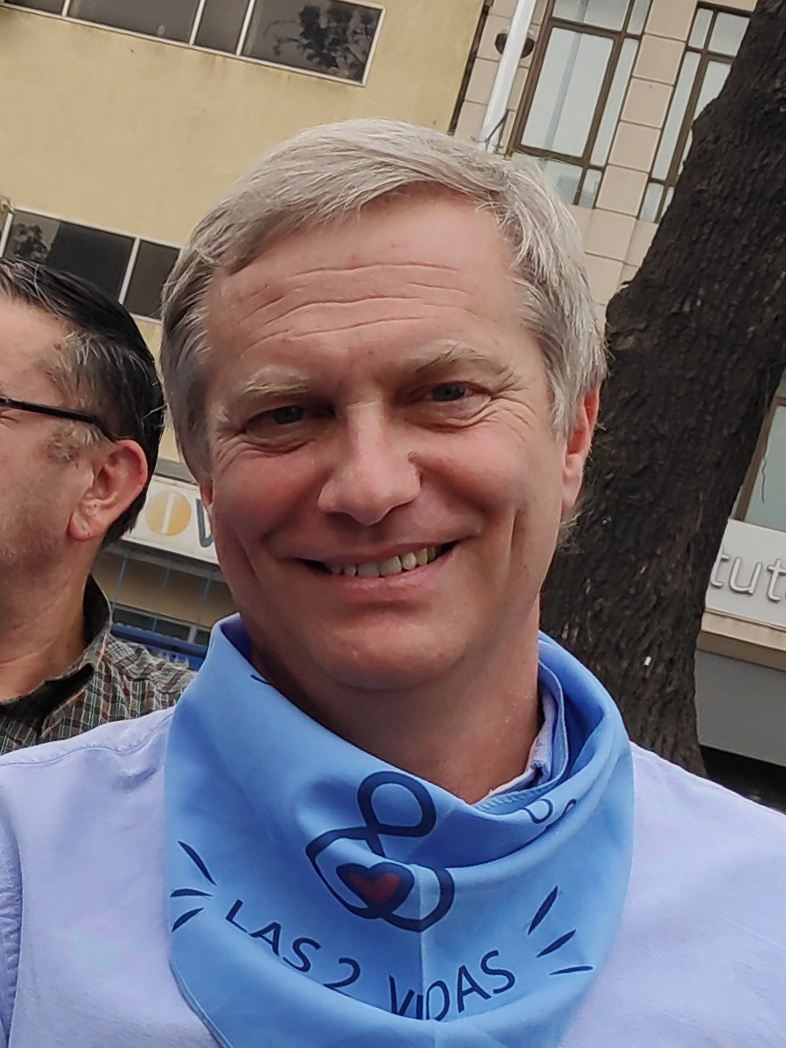
José Antonio Kast während eines Pro-Life-Marsches mit einem hellblauen Bandana.

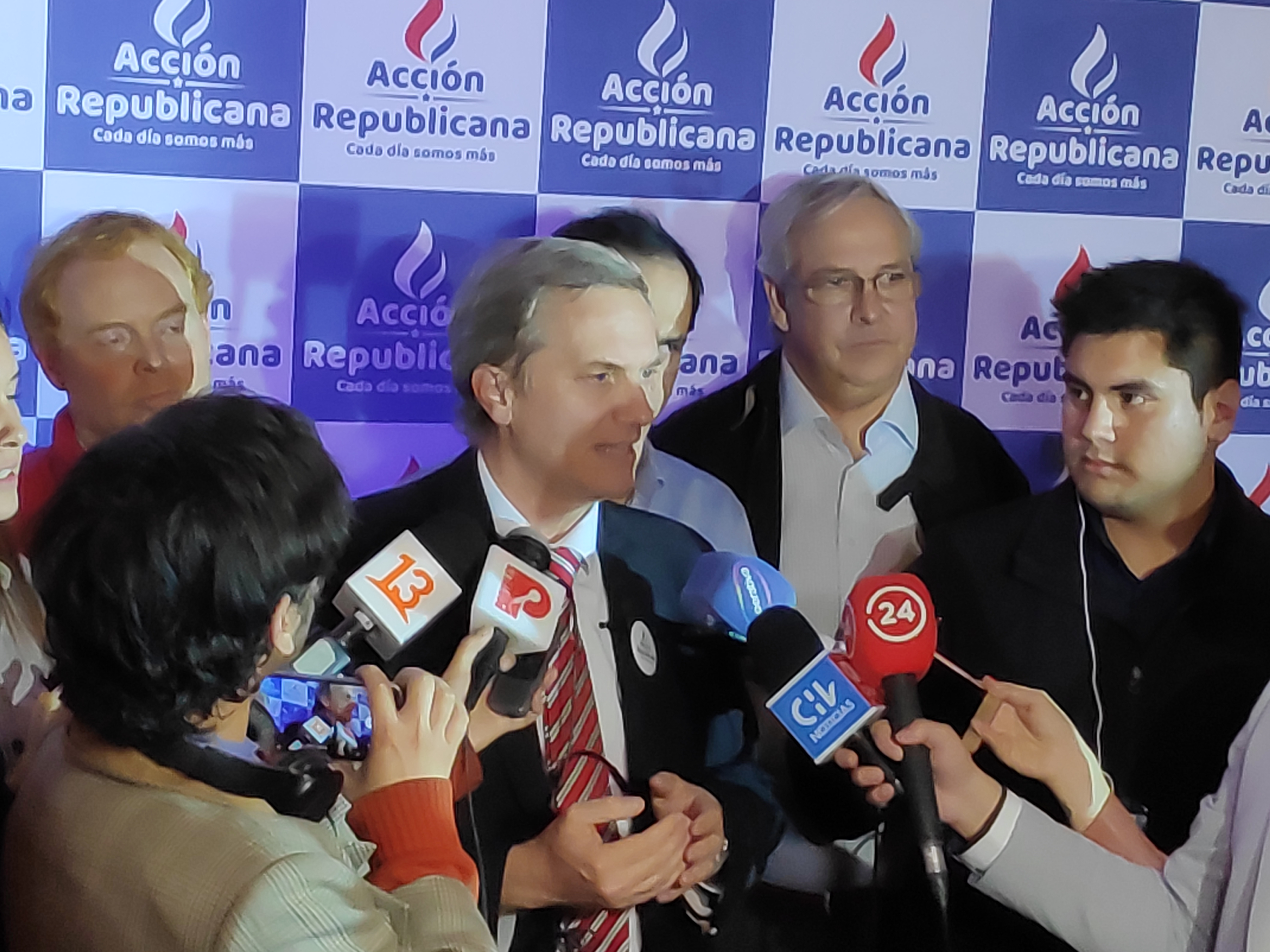
José Antonio Kast beim ersten Jahrestag der Bewegung "Acción Republicana".

Im April 2018 gründete Kast die politische Bewegung Acción Republicana. Als Kast im März 2018 während einer Rundreise an chilenische Universitäten einen Vortrag an der Arturo-Prat-Universität in Iquique halten wollte, wurde er von Demonstranten körperlich angegriffen, die seine politischen Ansichten ablehnten. Kast warf der Universidad de Concepción und der Universität Austral de Chile Zensur vor. Er lobte das „wirtschaftliche Erbe“ des chilenischen Diktators Augusto Pinochet und äußerte die Idee, zur Eindämmung der Einwanderung einen Graben auszuheben.
Bei den Wahlen in Brasilien 2018 unterstützte Kast Jair Bolsonaro.

Logo der Republikanischen Partei

Im Mai 2019 gründete er die Denkfabrik Republikanische Ideen und im Juni 2019 die chilenische Republikanische Partei.
Während der chilenischen Proteste 2019 lehnte er die gewalttätigen Ausschreitungen und die Zerstörung von privatem und öffentlichem Eigentum ab und verteidigte das Konzept von Law and Order.
Bei der chilenischen Volksabstimmung über die Änderung der chilenischen Verfassung im Jahr 2020 unterstützte er die Option „Ablehnen“, die mit 21,72 % gegen die Option „Zustimmen“ mit 78,28 % unterlag.
Bei den Wahlen zum chilenischen Verfassungskonvent 2021 schloss er einen politischen Pakt mit dem Mitte-Rechts-Bündnis Chile Vamos, um eine gemeinsame Kandidatenliste mit dem Namen Vamos por Chile aufzustellen. Die Liste erhielt 20,6 % der Stimmen und repräsentiert weniger als ein Drittel des Konvents. Kast schlug eine der Hauptkandidatinnen des Bündnisses, die mit seinen politischen Ansichten übereinstimmt, Teresa Marinovic, vor, was bei Teilen der rechten Mitte nicht gut ankam, aber Marinovic gewann mit einem hohen Prozentsatz und dank der D'Hondt-Methode konnten viele andere Kandidaten mit ihrem Triumph in den Konvent einziehen.
Am selben Tag fanden auch die chilenischen Kommunalwahlen 2021 statt, bei denen die Republikanische Partei von Kast keine Koalition mit Mitte-Rechts einging.
Im Juni desselben Jahres fanden die Vorwahlen für die Präsidentschaftswahlen 2021 von Chile Vamos statt, die Sebastián Sichel gewann. Monate zuvor hatte Joaquín Lavín in den Umfragen gewonnen, und in der Vorwahl der linken Apruebo Dignidad gewann Gabriel Boric überraschend gegen Daniel Jadue.
Im Verfassungsreferendum 2022 unterstützte die Republikanische Partei offiziell die Option „Ablehnung“, die sich gegen die Option „Zustimmung“ durchsetzte. Anders als beim vorherigen Referendum war dieses Mal die Stimmabgabe obligatorisch, und die Beschränkungen der COVID-19-Pandemie waren weniger streng.

### Präsidentschaftswahlkampf 2021

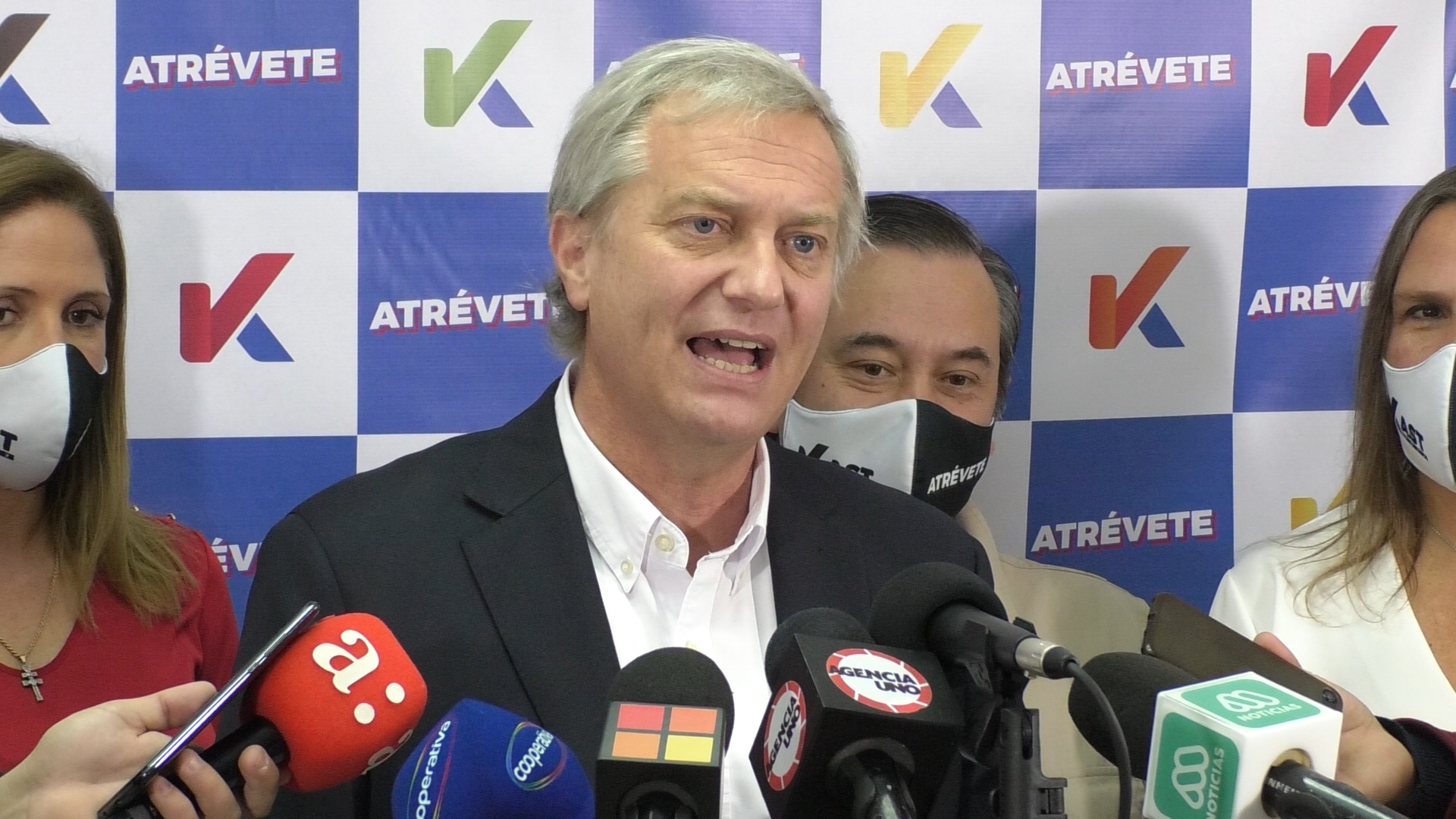
Kast im Präsidentschaftswahlkampf 2021

Logo der zweiten Präsidentschaftskampagne im Jahr 2021

Nach der Wahl 2017 kündigte Kast an, bei der nächsten Wahl erneut für das Präsidentenamt zu kandidieren. Im Jahr 2021 kandidierte er (anders als 2017) mit seiner Partei und mit Kandidaten für die Abgeordnetenkammer und den Senat. Kast gründete die Christlich-Soziale Front, ein politisches Bündnis, um eine Kandidatenliste mit der rechts-evangelikalen Christlich-Konservativen Partei zu präsentieren.
Nach der Vorwahl von Chile Vamos, an der Kast nicht teilnahm, war Sichel in den Umfragen der wichtigste Kandidat des rechten Flügels, doch nach der ersten Fernsehdebatte begann Kast zu überholen und wurde zur rechten Option. Einige Kandidaten von Chile Vamos begannen, ihn anstelle von Sichel zu unterstützen. In der zweiten Runde der Wahl (Stichwahl) trat er gegen den Linken Gabriel Boric an, unterlag jedoch.

### Präsidentschaft des „Political Network for Values“ (2022–2024)

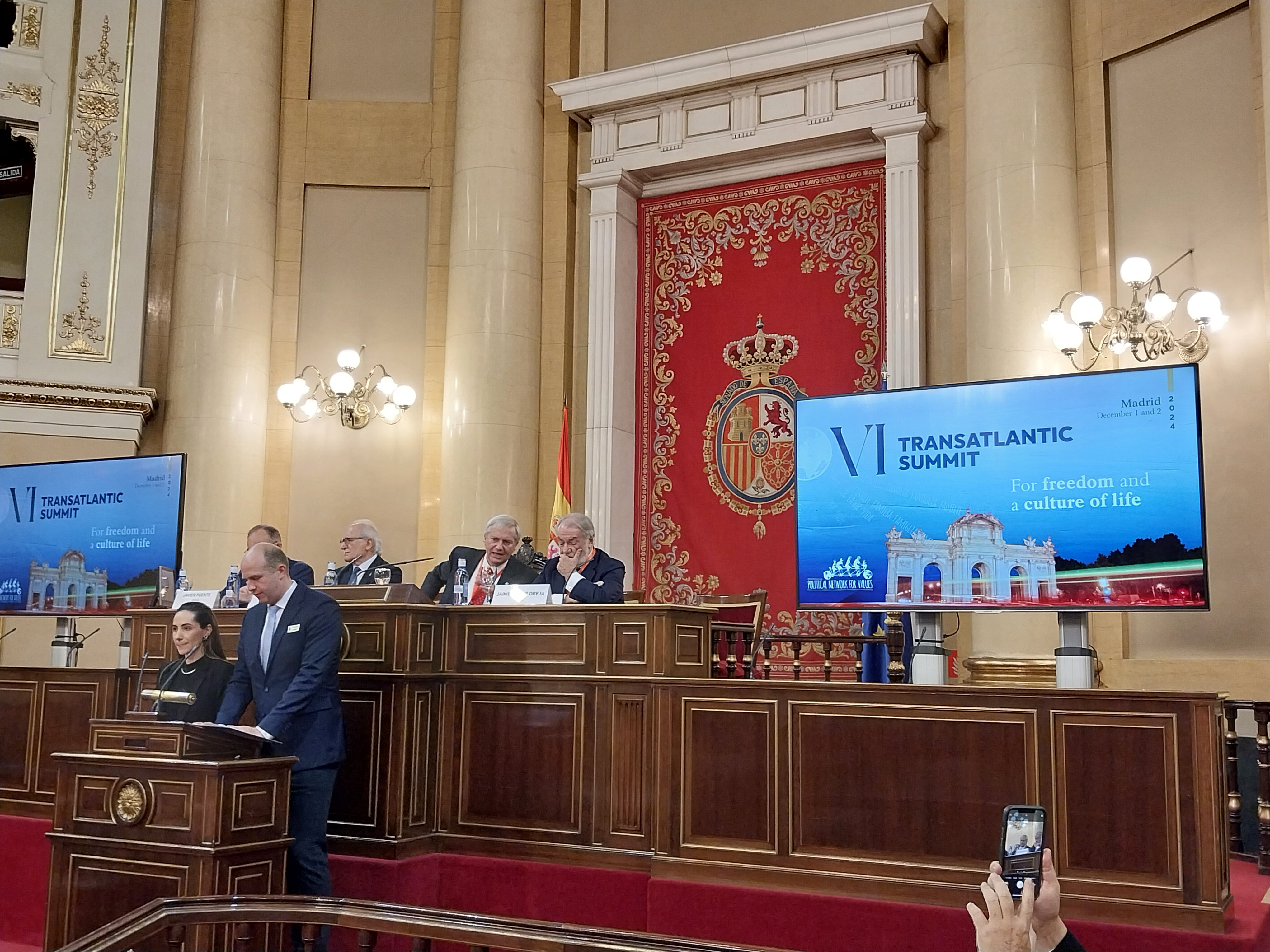
José Antonio Kast bei dem VI. Transatlantischen Gipfel des Political Network for Values im Spanischen Senat im Jahr 2024.

Zwischen März 2022 und Dezember 2024 war Kast Präsident des internationalen konservativen Netzwerks "Political Network for Values".

### Verfassungsrat 2023

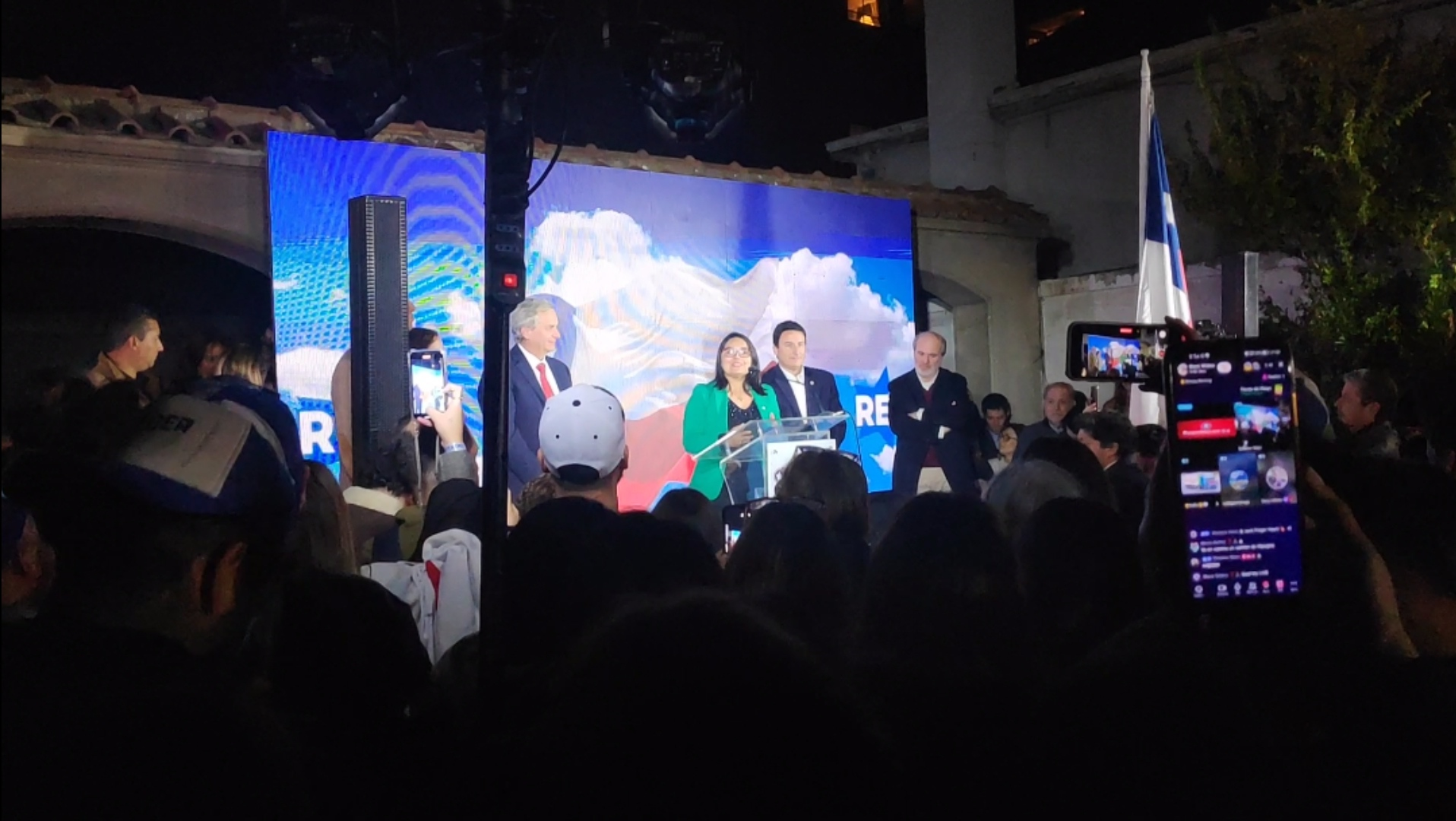
José Antonio Kast im Hauptquartier der Republikanischen Partei nach ihrem Sieg im Mai 2023.

Vor der Wahl sprach sich die Partei gegen die Schaffung des Verfassungsrates aus, nachdem die Option "Ablehnung" im vorherigen Ausgangsreferendum gesiegt hatte. Die Partei hielt es jedoch für wichtig, an dem Prozess teilzunehmen, als klar war, dass er nicht mehr gestoppt werden konnte und kein Eingangsvotum abgehalten wurde.
Im Jahr 2023 wurde der Verfassungsrat gebildet, um die neue Verfassung zu entwerfen. Der Rat bestand aus 51 Mitgliedern, von denen 34 von der rechten Seite (23 von der Republikanischen Partei und 11 von Chile Vamos) und 16 von der linken Seite im Mai desselben Jahres gewählt wurden. Im November beschloss die Parteiführung, die Option „Dafür“ im Dezember-Verfassungsreferendum zu unterstützen, doch die Option „Dagegen“ setzte sich durch. Nach der Niederlage räumte José Antonio Kast das Scheitern der Kampagne ein.

### Präsidentschaftswahlkampf 2025
Im November 2024 bestätigte die Republikanische Partei José Antonio Kast als ihren Kandidaten für den ersten Wahlgang der Präsidentschaftswahl 2025 und lehnte die Teilnahme an Vorwahlen mit Chile Vamos und anderen Oppositionskandidaten ab.